# Hrabivșciîna, Mașivka
Hrabivșciîna (în ucraineană Грабівщина) este un sat în comuna Pavlivka din raionul Mașivka, regiunea Poltava, Ucraina.

## Demografie
Componența lingvistică a localității Hrabivșciîna
     Ucraineană (100%)
Conform recensământului din 2001, toată populația localității Hrabivșciîna era vorbitoare de ucraineană (100%).